# Ringu 2
Ringu 2 (リング 2?) es una película de terror japonesa filmada por Hideo Nakata en 1999. Secuela de Ringu, cuya historia gira en torno a una cinta maldita. Existe un remake estadounidense de la primera parte, dirigido por Gore Verbinski en el 2002 titulada The ring. Esta tiene una secuela, The Ring Two pero a pesar de que las primeras partes son muy parecidas, las secuelas son completamente distintas.

## Argumento
Después de que el cuerpo de Sadako Yamamura es recuperado del pozo, la policía llama a su tío Takashi Yamamura, único pariente vivo que la conoció, para identificarla. El detective Omuta le explica que los forenses descubrieron que Sadako de alguna manera sobrevivió treinta años allí encerrada, muriendo realmente poco antes del incidente del video maldito. Takashi da a su sobrina un entierro en el mar, reconociendo que ha vivido toda su vida sintiéndose el responsable del suicidio de Shizuko, su prima y madre de Sadako. La policía busca a Reiko Asakawa y a su hijo Yoichi tras las repentinas muertes de Ryuji Takayama, su expareja y de Koichi, el padre de la periodista, hace una semana. 
Mai Takano, la asistente universitaria de Ryuji, investiga su muerte y visita la oficina de noticias de Reiko, donde su colega Okazaki se une a ella en su búsqueda de respuestas. Encuentran una cinta de video quemada en el apartamento de Reiko y gracias a una nota Mai descubre que el padre de Reiko murió ya que aceptó ver el video para librar a su nieto de la maldición. Investigando la leyenda urbana de la cinta de video maldita, Okazaki conoce a una estudiante llamada Kanae Sawaguchi, quien le da una copia de la cinta que ella vio a cambio de que él la reproduzca para así ella evite morir; cosa que Okazaki promete hacer asegurando que no cree en la maldición, sin embargo, se acobarda y esconde su copia bajo llave en su escritorio en el trabajo sin llegar a reproducirla.
Mai y Okazaki van a un hospital psiquiátrico para hablar con Masami Kurahashi, la amiga de la sobrina de Reiko, Tomoko, pero descubren que es muda y tiene fobia a los televisores desde que atestiguó la muerte de su amiga. Allí conocen al doctor Oisho Kawajiri, el médico de Masami e investigador paranormal, que intenta purgar la energía psíquica de Sadako dentro de Masami a través de la experimentación. Mai sale a tomar aire y se encuentra con Masami, cuya presencia hace que Sadako se materialice en un televisor y aterrorice a los pacientes. Cuando Masami intenta canalizar su miedo hacia un recipiente psíquico Mai comprende que Yoichi ha estado tratando de hacer lo mismo.
Mai encuentra a Yoichi y Reiko en un centro comercial, esta le explica que el niño ha estado mudo desde la muerte de su padre y su abuelo, además sus habilidades psíquicas se han descontrolado, por lo que deciden llevarlo con Kawajiri para que lo ayude. Al llegar al hospital, Mai descubre que Okazaki llevó a la policía con Kawajiri, quien les informó sobre la llegada de Reiko. Mai, Okazaki y el detective Omuta observan el experimento de Kawajiri para exorcizar la energía psíquica de Masami proyectando sus imágenes mentales en una cinta en blanco. Sin embargo, hace que aparezcan las imágenes de la cinta maldita por lo que Mai destruye la grabación. 
Omuta presiona a Mai para que revele la ubicación de Reiko y Yoichi, lo hace que la joven tenga una visión del cadáver de Kanae contorsionado por el miedo. Mai telepáticamente le dice a Yoichi que huya de la estación de policía; el niño ataca psíquicamente a la policía y escapa con Reiko, pero en la huida su madre es golpeada y aplastada por un camión. Yoichi, furioso, usa sus poderes para atacar psíquicamente a Omuta, pero Mai lo detiene y huyen juntos. Por su parte, Okazaki intenta eliminar su entrevista con Kanae, solo para que su fantasma se materialice y lo persiga.
Mai y Yoichi viajan a la isla de Oshima y se hospedan en el Hostal Yamamura, propiedad de Takashi; esa noche, Yoichi tiene una pesadilla que le permite manifestarse a los fantasmas de Shizuko y una joven Sadako antes de que Mai lo proteja. Takashi recuerda su pasado y cuenta como es que en su juventud su prima Shizuko, quien tenía poderes psíquicos, quedó embarazada de Sadako por su costumbre de salir a las playas de noche, acto considerado un tabú por los lugareños ya que se creía que hacerlo llamaba la atención de demonios y seres sobrenaturales del mar, insinuando que el padre de Sadako no era humano. Poco después Shizuko conoció y se enamoró de Heihachiro Ikuma, un científico interesado en los poderes sobrenaturales. Ikuma llevó a Shizuko a mostrar sus poderes en Tokio, pero durante el evento un periodista insultó y acusó a Shizuko de ser un fraude, muriendo al instante de un infarto causado por un ataque psíquico, lo que se convirtió en un escándalo que abrumó a la mujer, quien al poco tiempo se suicidó tirándose al cráter del volcán de la isla. El remordimiento de Takashi radica en que fue él quien instó a su prima a revelar sus poderes intentando lucrar con sus habilidades. Una visión posterior muestra a Mai el incidente del periodista, descubriendo que en realidad lo mató Sadako, quien ya desde esa edad poseía poderes que superaban con creces a los de su madre.
El Doctor Kawajiri llega en la noche y concluyen que el resentimiento de Yoichi por la muerte de su madre y las demás desgracias de los últimos días han potenciado tanto sus poderes como la energía de Sadako que hay en él, conduciéndolo inevitablemente a corromperse y convertirse en una criatura similar a ella, por lo que ofrece a exorcizarlo con el mismo método que usó en Masami; para ello, Mai se ofrece para actuar como un conducto que expulse el odio de Sadako a una piscina, ya que descubrieron que el agua neutraliza la energía psíquica del fantasma. El experimento se vuelve aterrador ya que el poder de la maldición supera con creces las expectativas del científico y el ataúd de Sadako se materializa en la piscina atacando a los presentes. Takashi encara a su sobrina suplicando que tome su vida en pago por sus errores y a cambio calme su rencor y perdone al resto, sin embargo, aunque el fantasma lo mata no se calma y hace que Kawajiri y su asistente se sumerjan en la piscina con equipos eléctricos muriendo en el acto.
Mai y Yoichi caen al agua, apareciendo dentro del pozo. En ese lugar aparece el fantasma de Ryuji, quien destapa la boca del pozo e invoca una cuerda, tras lo cual obliga a Yoichi a transferirle el miedo que lo corrompe, liberándolo de la maldición y resistiendo el tiempo justo para instarlos a huir antes de ser devorado por la oscuridad que retiró de su hijo. 
Mai comienza a escalar el pozo cargando a Yoichi mientras el fantasma de Sadako trepa tras de ella, cuando logra alcanzarla le exige saber por qué solo ella pudo salvarse y sin obtener una respuesta, cae nuevamente al fondo mientras Mai continúa hasta emerger nuevamente en la piscina, libres de la maldición. 
Mientras en la oficina de noticias dos colegas Okazaki abren el cajón donde su compañero ocultó la cinta mientras comentan que ha sido internado. Al mismo tiempo en el psiquiátrico una enfermera le toma una foto a Okasaki en su habitación y una vez fuera, nota algo en la foto que la aterroriza; mientras tanto Okazaki ve detrás de sí a Kanae, ahora convertida en un vengativo espíritu que, lo acosa permanentemente.

## Secuela
Después de ser aceptable esta película en Japón, Kadokawa Pictures firmó contrato para hacer una secuela que relatara los hechos que dieron origen a toda la maldición y al nacimiento de Sadako,  pero Hideo Nakata rechazo la oferta de hacer esta película. Quedando al fin, dirigida por Noroi Tsuruta.

## Reparto
| Actriz/Actor      | Personaje             |
| ----------------- | --------------------- |
| Miki Nakatani     | Mai Takano            |
| Hitomi Sato       | Masami Kurahashi      |
| Kyôko Fukada      | Kanae Sawaguchi       |
| Fumiyo Kohinata   | Dr. Kawajiri          |
| Nanako Matsushima | Reiko Asakawa         |
| Rikiya Otaka      | Yoichi Asakawa        |
| Yoichi Numata     | Takashi Yamamura      |
| Kenjiro Ishimaru  | Detective Omuta       |
| Yûrei Yanagi      | Okasaki               |
| Hiroyuki Sanada   | Ryuji Takayama        |
| Masako            | Shizuko Yamamura      |
| Kiyoshi Risho     | Omiya, el camarógrafo |
| Rie Inou          | Sadako Yamamura       |
| Katsumi Muramatsu | Koichi Asakawa        |
| Daisuke Ban       | Dr. Heihachiro Ikuma  |
| Yôko Chôsokabe    | Coronor               |
| Reita Serizawa    | Sakuma                |
| Isao Yatsu        | Taxista               |
| Taro Suwa         | Inspector de Policía  |
| Yoshiko Yura      | Enfermera             |
| Kazu Nagahama     | Doctor 2              |

## Estrenos

### Oficiales
| País          | Fecha                                   |
| ------------- | --------------------------------------- |
| Hong Kong     | 10 de junio de 1999                     |
| Taiwán        | 3 de julio de 1999                      |
| Japón         | 28 de julio de 1999                     |
| Singapur      | 14 de octubre de 1999                   |
| Corea del Sur | 29 de julio de 2000                     |
| Australia     | 18 de octubre de 2001                   |
| Francia       | 20 de marzo de 2002                     |
| Dinamarca     | 17 de mayo de 2002                      |
| Polonia       | 21 de febrero de 2003                   |
| Chile         | 14 de octubre de 2004                   |
| Rusia         | 8 de abril de 2005                      |
| México        | 6 de mayo de 2005 (Directamente en DVD) |

### Festivales o Eventos
| País      | Fecha                    | Festival/Evento/Otros                      |
| --------- | ------------------------ | ------------------------------------------ |
| España    | 14 de octubre de 1999    | Festival de Cine de Sitges                 |
| Finlandia | 27 de septiembre de 2000 | Festival de Cine Internacional de Helsinki |
| Noruega   | 20 de noviembre de 2000  | Festival de Cine Internacional de Oslo     |
| Dinamarca | 10 de julio de 2003      | J-Horror Cavalcade                         |

## Premios

### Festival de Cine de Cataluña - Sitges
| Año  | Resultado | Premio         | Categoría/Destinatario(s) |
| ---- | --------- | -------------- | ------------------------- |
| 1999 | Nominado  | Mejor Película | Hideo Nakata              |

- Datos: Q1733969